# Első Von der Leyen-bizottság
Az első Von der Leyen-bizottság az Európai Unió 2019 és 2024 között hivatalban lévő Európai Bizottsága. Elnöke Ursula von der Leyen, aki az első nő ezen a poszton.

## Tagjai
| Név                    | Kép | Feladatkör | EU-párt (hazai párt) | EU-párt (hazai párt) | Tagállam      | Hivatal idő                               |
| ---------------------- | --- | --- | -------------------- | -------------------- | ------------- | ----------------------------------------- |
| Ursula von der Leyen   |     | Elnök |                      | EPP (CDU)            | Németország   | 2019. december 1. - 2024. november 30.    |
| Maroš Šefčovič         |     | Intézményközi kapcsolatok és tervezés (alelnök 2023-ig) Európai zöld megállapodás (első alelnök és ügyvezető alelnök 2023-tól)                 |                      | PES (Smer-SD)        | Szlovákia     | 2019. december 1. - 2024. november 30.    |
| Frans Timmermans       |     | Európai zöld megállapodás (első alelnök és ügyvezető alelnök) Éghajlatváltozás                                                                 |                      | PES (PvdA)           | Hollandia     | 2019. december 1. - 2023. augusztus 22.   |
| Wopke Hoekstra         |     | Klímapolitika |                      | EPP (CDA)            | Hollandia     | 2023. október 9. - 2024. november 30.     |
| Margrethe Vestager     |     | A digitális korra felkészült Európa (ügyvezető alelnök) Verseny                                                                                |                      | ALDE (B)             | Dánia         | 2019. december 1. - 2024. november 30.    |
| Valdis Dombrovskis     |     | Emberközpontú gazdaság (ügyvezető alelnök) Pénzügyi stabilitás, pénzügyi szolgáltatások és az uniós tőkepiac (2020-ig) Kereskedelem (2020-tól) |                      | EPP (V)              | Lettország    | 2019. december 1. - 2024. november 30.    |
| Josep Borrell          |     | Európa globális szerepének erősítése (alelnök) Külügyek és biztonságpolitika                                                                   |                      | PES (PSOE)           | Spanyolország | 2019. december 1. - 2024. november 30.    |
| Věra Jourová           |     | Értékek és átláthatóság (alelnök) |                      | ALDE (ANO)           | Csehország    | 2019. december 1. - 2024. november 30.    |
| Dubravka Šuica         |     | Demokrácia és demográfia (alelnök) |                      | EPP (HDZ)            | Horvátország  | 2019. december 1. - 2024. november 30.    |
| Margaritis Schinas     |     | Az európai életmód előmozdítása (alelnök) |                      | EPP (ND)             | Görögország   | 2019. december 1. - 2024. november 30.    |
| Johannes Hahn          |     | Költségvetés és igazgatás |                      | EPP (ÖVP)            | Ausztria      | 2019. december 1. - 2024. november 30.    |
| Phil Hogan             |     | Kereskedelem |                      | EPP (FG)             | Írország      | 2019. december 1. - 2020. augusztus 26.   |
| Mairead McGuinness     |     | Pénzügyi stabilitás, pénzügyi szolgáltatások és az uniós tőkepiac                                                                              |                      | EPP (FG)             | Írország      | 2020. október 12. - 2024. november 30.    |
| Mariya Gabriel         |     | Innováció, kutatás, kultúra, oktatás és ifjúság                                                                                                |                      | EPP (GERB)           | Bulgária      | 2019. december 1. - 2023. május 15.       |
| Iliana Ivanova         |     | Innováció, kutatás, kultúra, oktatás és ifjúság                                                                                                |                      | EPP (GERB)           | Bulgária      | 2023. szeptember 19. - 2024. november 30. |
| Nicolas Schmit         |     | Foglalkoztatás és szociális jogok |                      | PES (LSAP)           | Luxemburg     | 2019. december 1. - 2024. november 30.    |
| Paolo Gentiloni        |     | Gazdaságpolitika |                      | PES (PD)             | Olaszország   | 2019. december 1. - 2024. november 30.    |
| Janusz Wojciechowski   |     | Mezőgazdaság |                      | ECR (PiS)            | Lengyelország | 2019. december 1. - 2024. november 30.    |
| Thierry Breton         |     | Belső piac |                      | független            | Franciaország | 2019. december 1. - 2024. november 30.    |
| Elisa Ferreira         |     | Kohézió és reformok |                      | PES (PS)             | Portugália    | 2019. december 1. - 2024. november 30.    |
| Stella Kyriakidou      |     | Egészségügy és élelmiszer-biztonság |                      | EPP (DISY)           | Ciprus        | 2019. december 1. - 2024. november 30.    |
| Didier Reynders        |     | Jogérvényesülés |                      | ALDE (MR)            | Belgium       | 2019. december 1. - 2024. november 30.    |
| Helena Dalli           |     | Egyenlőség |                      | PES (PL)             | Málta         | 2019. december 1. - 2024. november 30.    |
| Ylva Johansson         |     | Belügy |                      | PES (S)              | Svédország    | 2019. december 1. - 2024. november 30.    |
| Janez Lenarčič         |     | Válságkezelés |                      | ALDE (független)     | Szlovénia     | 2019. december 1. - 2024. november 30.    |
| Adina Vălean           |     | Közlekedés |                      | EPP (PNL)            | Románia       | 2019. december 1. - 2024. november 30.    |
| Várhelyi Olivér        |     | Szomszédságpolitika és bővítés |                      | EPP (független)      | Magyarország  | 2019. december 1. - 2024. november 30.    |
| Jutta Urpilainen       |     | Nemzetközi partnerségek |                      | PES (SDP)            | Finnország    | 2019. december 1. - 2024. november 30.    |
| Kadri Simson           |     | Energiaügy |                      | ALDE (KESK)          | Észtország    | 2019. december 1. - 2024. november 30.    |
| Virginijus Sinkevičius |     | Környezet, óceánok és halászat |                      | EGP(LVŽS)            | Litvánia      | 2019. december 1. - 2024. november 30.    |

## Forrás
- Az Európai Bizottság

| Előző bizottság: Juncker-bizottság | Európai Bizottság 2019–2024 | Következő bizottság: Második Von der Leyen-bizottság |